# Dave Brown (basket-ball)
Pour les articles homonymes, voir Dave Brown et Brown.
Dave Brown, né le 22 février 1933, à Green Bay, au Wisconsin et mort le 15 juin 2009 à Dallas, est un ancien entraîneur américain de basket-ball.